# Reborn (episodio de Falling Skies)
Reborn es el décimo episodio y final de la quinta temporada y quinquagésimo segunda y último episodio a lo largo de la serie de drama y ciencia ficción de TNT Falling Skies. Fue escrito por David Eick y dirigido por Olatunde Osunsanmi. Será estrenado el 30 de agosto de 2015 en Estados Unidos.
El último enfrentamiento lleva a los Mason, la 2nd Mass y sus nuevos aliados a las entrañas de un lugar emblemático de Estados Unidos, pero antes deben hacer frente a obstáculos imprevisibles.

## Elenco

### Personajes principales
- Noah Wyle como Tom Mason.
- Moon Bloodgood como Anne Glass.
- Drew Roy como Hal Mason.
- Connor Jessup como Ben Mason.
- Maxim Knight como Matt Mason.
- Colin Cunningham como John Pope.
- Sarah Sanguin Carter como Maggie.
- Mpho Koahu como Anthony.
- Doug Jones como Cochise.
- Will Patton como Daniel Weaver.

## Continuidad
- Este episodio el final de la quinta temporada de la serie. Así mismo, funge como el episodio final de la serie.
- La 2nd Mass es atacada por un enjambre de Avispones antes de avanzar hacia Washington, D. C.